# Ryder Cup 1935
La 5ª edizione della Ryder Cup si tenne al Ridgewood Country Club di Paramus, New Jersey, tra il 28 ed il 29 settembre 1935.

## Formato
La Ryder Cup è un torneo match play, in cui ogni singolo incontro vale un punto. Dalla prima edizione fino al 1959, il formato consiste, il primo giorno, in incontri tra otto coppie, quattro per squadra, in "alternate shot" , mentre il secondo in otto singolari, per un totale di 12 punti; di conseguenza, per vincere la coppa sono necessari almeno 6½ punti. Tutti gli incontri sono giocati su un massimo di 36 buche.

## Squadre
Stati Uniti
- Walter Hagen — capitano
- Gene Sarazen
- Henry Picard
- Paul Runyan
- Olin Dutra
- Johnny Revolta
- Horton Smith
- Ky Laffoon
- Craig Wood
- Sam Parks

 Gran Bretagna
- Charles Whitcombe — capitano
- Alf Perry
- Alf Padgham
- Bill Cox
- Jack Busson
- Percy Alliss
- Edward Jarman
- Ernest Whitcombe
- Richard Burton
- Reg Whitcombe

## Risultati

### Incontri 4 vs 4 del venerdì
| Regno Unito (bandiera) | Risultati | Stati Uniti (bandiera) |
| ---------------------- | --------- | ---------------------- |
| Perry/Busson           | 7 & 6     | Sarazen/Hagen          |
| Padgham/Alliss         | 6 & 5     | Picard/Revolta         |
| Cox/Jarman             | 9 & 8     | Runyan/Smith           |
| Whitcombe/Whitcombe    | 1 up      | Dutra/Laffoon          |
| 1                      | Sessione  | 3                      |
| 1                      | Totale    | 3                      |

### Singolari del sabato
| Regno Unito (bandiera) | Risultati | Stati Uniti (bandiera) |
| ---------------------- | --------- | ---------------------- |
| Jack Busson            | 3 & 2     | Gene Sarazen           |
| Richard Burton         | 5 & 3     | Paul Runyan            |
| Charles Whitcombe      | 2 & 1     | Johnny Revolta         |
| Alf Padgham            | 4 & 2     | Olin Dutra             |
| Percy Alliss           | 1 up      | Craig Wood             |
| Bill Cox               | pareggio  | Horton Smith           |
| Ernest Whitcombe       | 3 & 2     | Henry Picard           |
| Alf Perry              | halved    | Sam Parks              |
| 2                      | Sessione  | 6                      |
| 3                      | Totale    | 9                      |